# Association sportive illacaise
Maillots
Actualités
Dernière mise à jour : 16 novembre 2023.
L'Association sportive illacaise Volley (ASI Volley) est un club français de volley-ball basé à Saint-Jean-d'Illac  près de Bordeaux, en (Gironde).
En 2017, le club remporte la coupe de France amateur puis monte la saison suivante pour la première fois au niveau professionnel en Championnat de Ligue B de volley-ball masculin.
En 2023, le club réalise l'exploit de monter en Championnat de Ligue A de volley-ball masculin et représente la région bordelaise au plus niveau en volley.

## Identité visuelle

Ancien logo.
Logo actuel.

## Bilan sportif

### Palmarès
- 2018 : Vainqueur de la coupe de France amateur et montée en Ligue B
- 2023 : Champion de France de Ligue B

### Entraîneurs
- 2017- :  Anisse Guechou